# São Mamede de Ribatua
São Mamede de Ribatua é uma povoação portuguesa sede da Freguesia de São Mamede de Ribatua do Município de Alijó, freguesia com 20,11 km² de área e 586 habitantes (censo de 2021), tendo, por isso, uma densidade populacional de 29,1 hab./km².
Foi vila e sede de concelho entre 1162 e o início do século XIX. Era constituído apenas por uma freguesia e tinha, em 1801, 1200 habitantes.
S. Mamede de Ribatua, pertence ao município e comarca da vila de Alijó e ao Distrito de Vila Real. Localiza-se a 400 metros de altitude e mergulha seus pés nas águas dos Rios Tua e Douro. Confina igualmente com as laboriosas povoações do Castedo, Alijó, Carlão, Amieiro, e a anexa localidade de Safres, plantada a cerca de três quilómetros da sede da freguesia e unida a esta por uma modesta estrada de cenário fabuloso.
Povoação de miradouros ímpares e paisagens plurais. Freguesia essencialmente agrícola, a sua actividade incide particularmente na cultura de vinho generoso (Porto), azeite, citrinos e produtos hortícolas para consumo próprio. Poucos são os residentes que não vivem da obsoleta e ainda muito pouco mecanizada agricultura, facto que desviou os mais jovens para as grandes cidades à procura de uma forma de vida mais favorável.
A freguesia é atravessada pelo ribeiro que quando as suas águas eram cristalinas ofereciam nas tardes de verão, longas horas de utilidade, divertimento e higiene. Hoje, é igualmente preciso porque serve de rega a todo o género de culturas.

## Património
- Igreja de São Mamede de Ribatua
- Pelourinho de São Mamede de Ribatua
- A ponte romana, sobre o ribeiro
- A via romana que liga São Mamede RibaTua a Safres e daí continua por várias localidades. Apesar de em pequenos troços se encontrar em mau estado e terem desaparecido, ainda é transitável e recomendável aos amantes das caminhadas, aconselha-se levar máquina fotográfica, ou similar.
- A capela existente, na rua do mesmo nome e que hoje,(infelizmente)serve de casa mortuária. Alguns historiadores dizem que a sua reconstrução é do século XVII, no local onde existia uma anterior.
- Os fontanários ainda existentes, embora um desativado por seca ou desvio do veio que lhe fornecia água e o outro ainda mais belo, no fundo povo, mas votado ao desleixo e ao abandono, mas que persistentemente, tem conseguido resistir às agruras do tempo e, ainda se encontra em perfeito estado de conservação.

## Cultura
- Banda Filarmónica de S. Mamede de Ribatua

## Demografia
A população registada nos censos foi:
| Distribuição da População por Grupos Etários | Distribuição da População por Grupos Etários | Distribuição da População por Grupos Etários | Distribuição da População por Grupos Etários | Distribuição da População por Grupos Etários |
| -------------------------------------------- | -------------------------------------------- | -------------------------------------------- | -------------------------------------------- | -------------------------------------------- |
| Ano                                          | 0-14 Anos                                    | 15-24 Anos                                   | 25-64 Anos                                   | > 65 Anos                                    |
| 2001                                         | 119                                          | 99                                           | 434                                          | 253                                          |
| 2011                                         | 69                                           | 66                                           | 371                                          | 222                                          |
| 2021                                         | 34                                           | 45                                           | 278                                          | 229                                          |

## Povoações
- São Mamede de Ribatua
- Safres